# Campionati del mondo di ciclismo su strada 2000 - Cronometro maschile Under-23
La cronometro maschile Under-23 dei Campionati del mondo di ciclismo su strada 2000 è stata corsa il 10 ottobre in Francia, con partenza e arrivo a Plouray, su un percorso di 35,2 km. L'oro andò al russo Evgenij Petrov che vinse con il tempo di 43'54"14 alla media di 48,11 km/h, argento allo svizzero Fabian Cancellara e a completare il podio l'australiano Michael Rogers.

## Classifica (Top 10)
| Pos. | Corridore           | Squadra     | Tempo     |
| ---- | ------------------- | ----------- | --------- |
| 1    | Evgenij Petrov      | Russia      | 43'54"14  |
| 2    | Fabian Cancellara   | Svizzera    | a 52"39   |
| 3    | Michael Rogers      | Australia   | a 1'19"92 |
| 4    | David Zabriskie     | Stati Uniti | a 1'47"47 |
| 5    | Marius Sabaliauskas | Lituania    | a 1'58"20 |
| 6    | Cristian Cantarini  | Italia      | a 2'11"22 |
| 7    | Pawel Zugaj         | Polonia     | a 2'17"75 |
| 8    | Dmitri Semov        | Russia      | a 2'17"97 |
| 9    | David Herrero       | Spagna      | a 2'27"83 |
| 10   | David O'Loughlin    | Irlanda     | a 2'38"54 |